# Bulbophyllum triandrum
Bulbophyllum triandrum là một loài phong lan thuộc chi Bulbophyllum.